# Fotometria

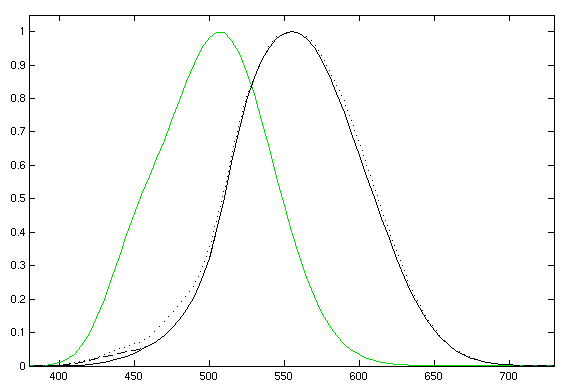
Funções de luminosidade fotópicas (adaptadas ao dia, curva preta) e escotópicas (adaptadas à escuridão, curva verde). As fotópicas incluem o padrão CIE 1931 (sólido), os dados modificados de Judd-Vos 1978 (tracejados) e os dados de Sharpe, Stockman, Jagla e Jägle 2005 (pontilhados). O eixo horizontal é o comprimento de onda em nm

Fotometria é um ramo da óptica que trata da medição da luz em termos de seu brilho percebido pelo olho humano. Ela se preocupa em quantificar a quantidade de luz que é emitida, transmitida ou recebida por um objeto ou sistema.
Na fotometria moderna, a potência radiante em cada comprimento de onda é ponderada por uma função de luminosidade que modela a sensibilidade ao brilho humano. Normalmente, essa função de ponderação é a função de sensibilidade fotópica, embora a função escotópica ou outras funções também possam ser aplicadas da mesma forma. As ponderações são padronizadas pela CIE e ISO.
A fotometria é diferente da radiometria, que é a ciência da medição da energia radiante (incluindo a luz) em termos de potência absoluta.

## Fotometria e o olho
O olho humano não é igualmente sensível a todos os comprimentos de onda da luz visível. A fotometria tenta explicar isso ponderando a potência medida em cada comprimento de onda com um fator que representa o quão sensível o olho é naquele comprimento de onda. O modelo padronizado da resposta do olho à luz como uma função do comprimento de onda é dado pela função de luminosidade. O olho tem respostas diferentes como uma função do comprimento de onda quando é adaptado a condições de luz (visão fotópica) e condições de escuridão (visão escotópica). A fotometria é tipicamente baseada na resposta fotópica do olho e, portanto, as medições fotométricas podem não indicar com precisão o brilho percebido das fontes em condições de iluminação fraca, onde as cores não são discerníveis, como sob apenas o luar ou a luz das estrelas. A visão fotópica é característica da resposta do olho em níveis de luminância acima de três candelas por metro quadrado. A visão escotópica ocorre abaixo de 2 × 10−5  cd/m². A visão mesópica ocorre entre esses limites e não é bem caracterizada para resposta espectral.